# Велике Сазаново
Велике Саза́ново (рос. Большое Сазаново) — присілок в Балезінському районі Удмуртії, Росія.

## Населення
Населення — 183 особи (2010; 200 в 2002).
Національний склад станом на 2002 рік:
- удмурти — 98 %